# Tubbebogölen
Tubbebogölen är en sjö i Jönköpings kommun i Småland och ingår i Nissans huvudavrinningsområde.